# Fünfbrunnen
Fünfbrunnen (luxemburgisch Pafemillenⓘ, französisch Cinqfontaines) ist eine Ortschaft der luxemburgischen Gemeinde Wintger unweit von Ulflingen. Die Ortschaft besteht, abgesehen von einem Kloster, nur aus wenigen Gebäuden.
Bekannt wurde er als der einzige Internierungsort für Juden in dem vom Deutschen Reich besetzten Luxemburg. Von 1941 bis 1943 war im Kloster das Jüdische Altersheim Fünfbrunnen untergebracht, hinter dessen Bezeichnung sich in Wahrheit ein Sammellager für die Deportationen in die Konzentrations- und Vernichtungslager verbarg. Auf dem Gelände des Klosters Fünfbrunnen erinnern heute ein Denkmal und eine Informationstafel an die Deportation und die Ermordung der Luxemburger Juden.
Noch während und nach dem Zweiten Weltkrieg beherbergte das Kloster ein US-amerikanisches Lazarett.